# Прилуки (Ярославская область)
Прилуки — село в Угличском районе Ярославской области России. 
В рамках организации местного самоуправления входит в Головинское сельское поселение, в рамках административно-территориального устройства — в Воздвиженский сельский округ.

## География
Расположено на левом, высоком берегу Волги (Угличского водохранилища).

## Население
| 1859 | 2002 | 2007 | 2010 |
| ---- | ---- | ---- | ---- |
| 509  | ↘130 | ↘117 | ↘112 |

Согласно результатам переписи 2002 года, в национальной структуре населения русские составляли 100 % от всех жителей.

## История
В летописях упоминается с 1411 года. Есть сведения, что земли эти принадлежали великокняжескому роду Радонежских, в частности Андрею Радонежскому, сыну князя Владимира Андреевича Храброго (Донского).
Село Прилуки в Углицком уезде упоминается в грамоте на вотчины, данные в 6901 (1393) году Троицкому Сергиеву монастырю Великим Князем Димитрием Иоанновичем, супругою его Великою Княгиней Евдокиею и Великим Князем Василием Дмитриевичем. Однако А. В. Горский в работе «Историческое описание Свято-Троицкой Сергиевой лавры» указывает, что грамота эта, «не более как „записка монастырская“, составленная в позднейшее время и притом неверно».. Достоверным А. В. Горский считает сведения полученные из собственных грамот, что Прилуки переданы Троицкому Сергиеву монастырю Ксениею, супругою Ивана Андреевича, Князя Можайского (? − ок. 1485).
В XV веке здесь был основан Рождественский монастырь, ставший впоследствии подворьем Троице-Сергиевой лавры.
В 17 веке нашествие Польско-литовских войск полностью уничтожило село. Впоследствии оно возродилось, но уже как монастырское село и относилось к хозяйству Троице-Сергиевой лавры.
После реформы 1764 г. село стало казённым. C 1777 г. до 1920-х годов Село Прилуки было в составе Мышкинского уезда, затем вошло в состав Мышкинского района. До революции 1917 года Прилуки были богатейшим селом в округе. В селе был свой кирпичный завод, ежегодно проводились ярмарки, в которых участвовали не только угличане, но и калязинцы, кашинцы. В 1911 г. открыта бесплатная двуклассная школа в память 19 февраля 1861 г., готовившая крестьянских детей к поступлению в средние учебные заведения.  Школа построена на  средства выходцев из села Прилуки, в частности ресторатора Николая Алексеевича Курменева.
Во времена гражданской войны в Прилуках производились расстрелы офицеров Русской армии, богатых селян. Приговорённых к смерти привозили в село со всей округи.
При строительстве Угличского водохранилища половина села была затоплена, ушла под воду часть древнего кладбища, что находилось у стен Рождественского Прилуцкого монастыря. Водохранилище отрезало существовавшие сухопутные коммуникации.
Заполнившееся в 1956 году водохранилище начало наступление на берег реки. За 45 лет вода отвоевала у сельской прибрежной полосы почти 50 метров, вплотную подступив к кладбищу и церкви. В начале 90-х годов местный житель Михаил Шеленков, работавший обходчиком в Управлении эксплуатации Угличского водохранилища (УЭУВ), обнаружил, что вода уже подмыла кладбище. В 2002 году в рамках ФЦП «Экология и природные ресурсы России» начались интенсивные работы по берегоукреплению в Прилуках, которые были завершены в 2009 году.

## Памятники истории и архитектуры

### Церковь Рождества Христова
Пятиглавая церковь Рождества Христова в селе Прилуки с престолами Рождества Христова, Михаила Архангела, Николая Чудотворца.
Построена в 1768 году на месте древней деревянной церкви на средства прихожан. В 19-м веке к храму пристроена грандиозная краснокирпичная колокольня в русском стиле. Стены храма расписаны ярославским художником Николаем Егоровичем Дьяконовым.
Рядом с храмом сохранилась могила Ивана Яковлевича Блинова.
Храм закрыт в 1930-е годы. В годы советской власти церковь использовалась как зернохранилище, склад химикатов и керосиновая лавка. В 1979 году молнией и последующим пожаром был уничтожен купол церковной колокольни, считающейся самой высокой на волжских берегах. Однако, стены и кованый крест уцелели.
По воспоминанию Павла Дмитриевича Березина уроженца села Прилуки: «Купол был деревянный обшитый жестью. От креста вниз шла толстая проволока — молниеотвод. Кто-то перерезал проволоку. Летом во время несильной грозы в крест ударила молния, в месте разрыва проволоки проскочила искра и купол загорелся. Вначале потихоньку дымил, а затем горел как факел. Сам я этого не видел. Очень жаль колокольню. Ещё моя бабушка во время её постройки носила наверх кирпичи на „козе“. Сейчас церковь действует и есть надежда что купол колокольни восстановят».
В 1990 году храм передан Русской Православной Церкви.
В 2005 году, благодаря поддержке московских благотворителей, началась реставрация храма Рождества Христова.
В 2012 году храм в селе Прилуки передан Подворью Свято-Троицкой Сергиевой Лавры.

### Памятный крест
Часть древнего кладбища, которое находилось у стен Рождественского Прилуцкого монастыря, была затоплена волжской водой. В память об утраченных могилах в 1998 году по благословению благочинного Угличского округа ВЛАДИМИРА Бучина был установлен крест. Крест установлен над перезахоронением останков с кладбища, подмываемого Угличским водохранилищем

### Обелиск
Великая Отечественная война оставила свой след в памяти жителей Прилук. Об участниках войны напоминает обелиск, установленный в 1977 году на 55 км автодороги ведущей из Прилук в Углич. За сохранностью памятника следят ученики Прилукской начальной школы.

## Известные люди

### Игумены и насельники Рождественского Прилуцкого монастыря
Ефросин, старец Кирилло-Белозерского монастыря и выдающийся книжник Древней Руси (упоминается в документах второй половины XV века). В 1477 году был приглашён угличским князем Андреем Большим на игуменство в Рождественский Прилуцкий монастырь.
Святой Павел Обнорский принял в стенах Рождественского монастыря монашеский постриг.

### Уроженцы и жители села Прилуки
В годы Великой Отечественной войны уроженец села Прилуки Александр Павлович Мясников закрыл своей грудью дзот. Александр Мясников был матросом, комсоргом 4-го батальона морской пехоты Балтийского флота. Свой подвиг Александр совершил в боях под Ленинградом, 22 сентября 1941 года, на пять месяцев раньше Александра Матросова. Александр Мясников был вторым, в славном списке героев Великой Отечественной, совершивших такой подвиг самопожертвования.